# 24 Heures du Mans 1952
Navigation
Édition précédente Édition suivante
Les 24 Heures du Mans 1952 sont la 20e édition de l'épreuve et se déroulent les 14 et 15 juin 1952 sur le circuit de la Sarthe. C'est la quatrième édition d'après-guerre. La course, très disputée, est marquée par une affluence record (200 000 spectateurs). Cinq marques, représentant quatre nations (Italie, Royaume-Uni, France et Allemagne) peuvent prétendre à la victoire (Ferrari, Jaguar, Talbot-Lago, Gordini et Mercedes-Benz). 

## Nombre de pilotes qualifiés pour la course
114 pilotes sont au départ de cette édition 1952. Aucune femme pilote n'est présente sur la grille de départ, une première depuis 1930.
| 55 Français   | 29 Britanniques | 11 Américains | 9 Italiens | 8 Allemands |
| 2 Néerlandais |                 |               |            |             |

## Classement final de la course

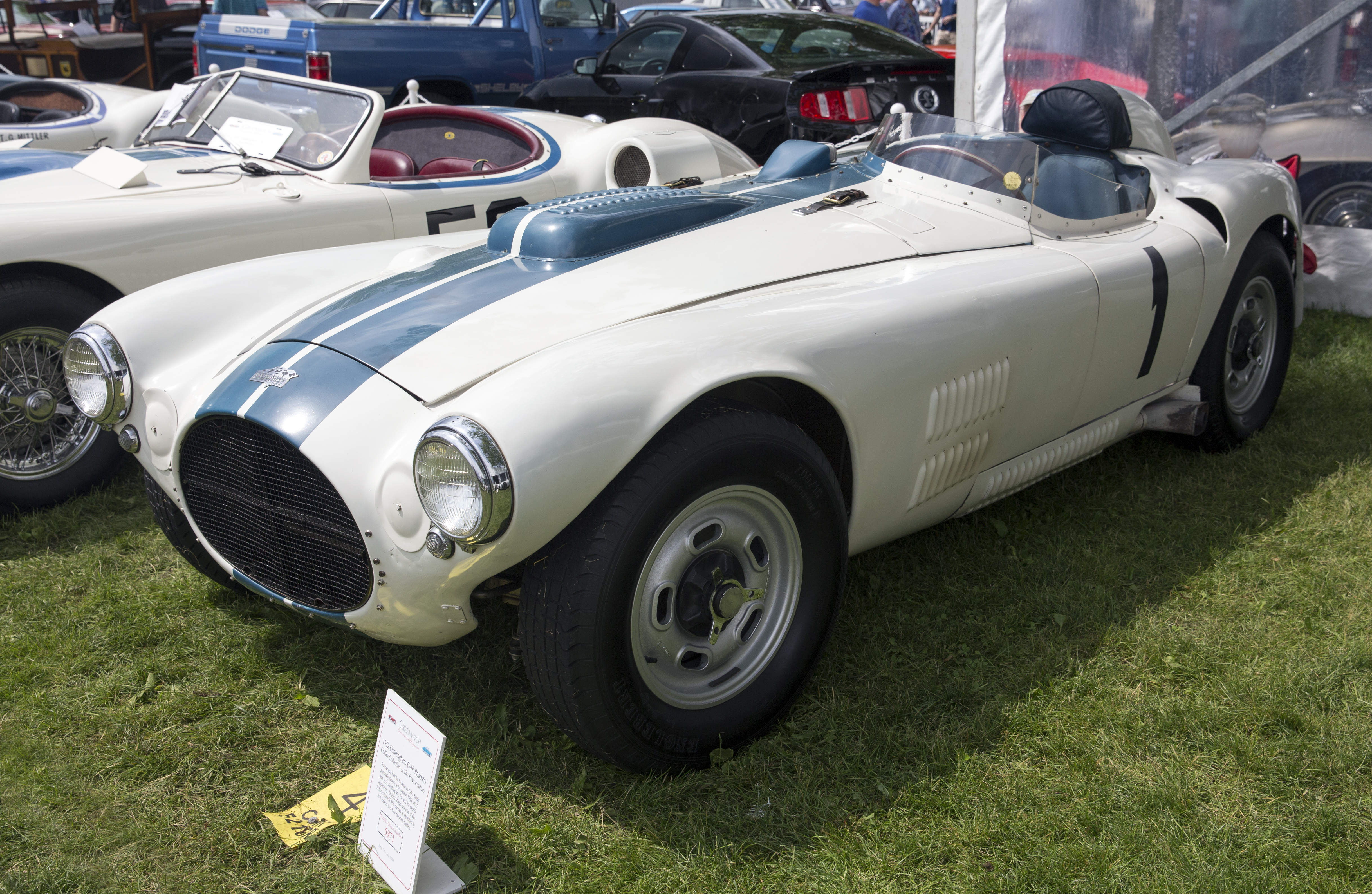
La Cunningham C4-R no 1 de Cunningham et Spear, victorieuse dans la catégorie S 8.0 et 4e au général.

| Pos. | Catégorie | no | Écurie                          | Pilotes                                        | Châssis                          | Moteur                            | Pneus | Tours |
| ---- | --------- | -- | ------------------------------- | ---------------------------------------------- | -------------------------------- | --------------------------------- | ----- | ----- |
| 1    | S 3.0     | 21 | Daimler-Benz A.G.               | Hermann Lang Fritz Riess                       | Mercedes-Benz 300 SL (W194)      | Mercedes-Benz 3.0L I6             | C     | 277   |
| 2    | S 3.0     | 20 | Daimler-Benz A.G.               | Theo Helfrich Helmut Niedermayr                | Mercedes-Benz 300 SL (W194)      | Mercedes-Benz 3.0L I6             | C     | 276   |
| 3    | S 5.0     | 10 | Donald Healey                   | Leslie Johnson Tommy Wisdom                    | Nash-Healey 4 Litre              | Nash 4.1L I6                      | D     | 262   |
| 4    | S 8.0     | 1  | Briggs Cunningham               | Briggs Cunningham William Spear                | Cunningham C4-R                  | Chrysler 5.5L V8                  | F     | 252   |
| 5    | S 5.0     | 14 | Luigi Chinetti                  | André Simon Lucien Vincent                     | Ferrari 340 America Berlinetta   | Ferrari 4.1L V12                  | D     | 250   |
| 6    | S 2.0     | 39 | Scuderia Lancia                 | Luigi Valenzano Umberto Castiglioni            | Lancia Aurelia B.20              | Lancia 2.0L V6                    | M     | 248   |
| 7    | S 3.0     | 32 | Peter C.T. Clark                | Peter Clark Mike Keen                          | Aston Martin DB2                 | Aston Martin 2.6L I6              | D     | 248   |
| 8    | S 2.0     | 40 | Scuderia Lancia                 | Felice Bonetto Enrico Anselmi                  | Lancia Aurelia B.20              | Lancia 2.0L V6                    | M     | 247   |
| 9    | S S/C     | 6  | André Chambas                   | André Morel André Chambas                      | Talbot-Lago T26 GS Comp.         | Talbot-Lago 4.5L + compresseur I6 | D     | 235   |
| 10   | S 2.0     | 42 | M.P. Trevelyan                  | Rodney F. Peacock Gerry A. Ruddock             | Frazer Nash Le Mans Mk.II        | Bristol 2.0L I6                   | D     | 225   |
| 11   | S 1.1     | 50 | Porsche KG                      | Auguste Veuillet Edmond Mouche                 | Porsche 356/4                    | Porsche 1.1L Flat-4               | D     | 220   |
| 12   | S 1.1     | 52 | Automobiles Panhard et Levassor | Charles Plantivaux Robert Chancel              | Panhard Dyna X86 Coupé           | Panhard 0.9L Flat-2               | D     | 217   |
| 13   | S 1.5     | 45 | Marcel Becquart                 | Marcel Becquart Gordon Wilkins                 | Jowett Jupiter (en) R1           | Jowett 1.5L Flat-4                | D     | 210   |
| 14   | S 750     | 60 | Ets. Monopole                   | Jean Hémard Eugène Dossous                     | Monopole X84                     | Panhard 0.6L Flat-2               | D     | 208   |
| 15   | S 750     | 68 | Renault                         | Ernest de Regibus Marius Porta                 | Renault 4CV                      | Renault 0.7L I4                   | M     | 195   |
| 16   | S 750     | 61 | Raymond Gaillard                | Raymond Gaillard Pierre Chancel                | Panhard Dyna X84 Sport           | Panhard 0.6L Flat-2               | D     | 186   |
| 17   | S 750     | 67 | Renault                         | Jean Rédélé Guy Lapchin                        | Renault 4CV                      | Renault 0.7L I4                   | M     | 178   |
| Abd. | S 5.0     | 8  | Pierre Levegh                   | Pierre Levegh René Marchand                    | Talbot-Lago T26 GS Spider        | Talbot-Lago 4.5L I6               | D     |       |
| Abd. | S 3.0     | 25 | Aston Martin Ltd.               | Lance Macklin Peter Collins                    | Aston Martin DB3 Spyder          | Aston Martin 2.6L I6              | D     |       |
| Abd. | S 5.0     | 65 | Eugène Chaboud                  | Eugène Chaboud Charles Pozzi                   | Talbot-Lago T26                  | Talbot-Lago 4.5L I6               | D     |       |
| Abd. | S 1.5     | 48 | Automobili O.S.C.A.             | Dr. Mario Damonte « Martial » (Fernand Lacour) | O.S.C.A. MT-4 1300 Coupé Vignale | O.S.C.A. 1.3L I4                  | D     |       |
| Abd. | S 2.0     | 41 | Automobiles Frazer Nash Ltd.    | Richard Stoop Peter Wilson                     | Frazer Nash Mille Miglia         | Bristol 2.0L I6                   | D     |       |
| Abd. | S 1.5     | 47 | Auguste Lachaize                | Eugène Martin Auguste Lachaize                 | Porsche 356/4                    | Porsche 1.5L Flat-4               | D     |       |
| Abd. | S 1.5     | 46 | Jowett Cars (en) Ltd.           | Bert Hadley Tommy Wise                         | Jowett Jupiter (en) R1           | Jowett 1.5L Flat-4                | D     |       |
| Abd. | S 750     | 56 | Just-Emile Vernet               | Just-Emile Vernet Jean Pairard                 | Renault 4CV                      | Renault 0.7L I4                   | M     |       |
| Abd. | S 3.0     | 31 | N.H. Mann                       | Nigel Mann Mortimer Morris-Goodall             | Aston Martin DB2                 | Aston Martin 2.6L I6              | D     |       |
| Abd. | S 8.0     | 5  | S.H. Allard                     | Frank G. Curtis Zora Arkus-Duntov (en)         | Allard J2X                       | Cadillac 5.4L V8                  | D     |       |
| Abd. | S 8.0     | 4  | S.H. Allard                     | Sydney Allard Jack Fairman                     | Allard J2X                       | Cadillac 5.4L V8                  | D     |       |
| Abd. | S S/C     | 43 | Alexandre Constantin            | Alexandre Constantin Jacques Poch              | Constantin C                     | Peugeot 1.3L + compresseur I4     | E     |       |
| Dsq. | S 5.0     | 12 | Luigi Chinetti                  | Luigi Chinetti Jean Lucas                      | Ferrari 340 America Spider       | Ferrari 4.1L V12                  | D     |       |
| Abd. | S 3.0     | 34 | Automobiles Gordini             | Jean Behra Robert Manzon                       | Gordini T15S                     | Gordini 2.3L I6                   | E     |       |
| Abd. | S 5.0     | 9  | Pierre Meyrat                   | Pierre Meyrat Guy Mairesse                     | Talbot-Lago T26 GS               | Talbot-Lago 4.5L I6               | D     |       |
| Abd. | S 3.0     | 33 | Charles Moran                   | Charles Moran Franco Cornacchia                | Ferrari 212 Export Coupé         | Ferrari 2.6L V12                  | P     |       |
| Abd. | S 750     | 59 | Automobiles Panhard et Levassor | Jacques Savoye Raymond Lienard                 | Panhard Dyna X84 Sport           | Panhard 0.6L Flat-2               | D     |       |
| Abd. | S 3.0     | 30 | Scuderia Ferrari                | Pierre Boncompagni Tom Cole Jr.                | Ferrari 225 S Berlinetta         | Ferrari 2.7L V12                  | P     |       |
| Abd. | S 1.5     | 64 | Maurice Gatsonides              | Maurice Gatsonides Hugo van Zuylen Nijeveldt   | Jowett Jupiter (en) R1           | Jowett 1.5L Flat-4                | D     |       |
| Abd. | S 3.0     | 22 | Daimler-Benz A.G.               | Karl Kling Hans Klenk                          | Mercedes-Benz 300 SL (W194)      | Mercedes-Benz 3.0L I6             | C     |       |
| Abd. | S 8.0     | 2  | Briggs Cunningham               | Phil Walters Duane Carter                      | Cunningham C4-RK Coupé           | Chrysler 5.5L V8                  | F     |       |
| Abd. | S 750     | 54 | Renault                         | Louis Pons Paul Moser                          | Renault 4CV                      | Renault 0.7L I4                   | M     |       |
| Abd. | S 1.1     | 51 | Porsche KG                      | Huschke von Hanstein Petermax Müller           | Porsche 356/4                    | Porsche 1.1L Flat-4               | D     |       |
| Abd. | S 8.0     | 3  | Briggs Cunningham               | John Fitch George Rice (en)                    | Cunningham C4-R                  | Chrysler 5.5L V8                  | F     |       |
| Abd. | S 5.0     | 15 | Ecurie Rosier                   | Louis Rosier Maurice Trintignant               | Ferrari 340 America Spyder       | Ferrari 4.1L V12                  | D     |       |
| Abd. | S 750     | 58 | Automobiles Deutsch et Bonnet   | Jean-Paul Colas Robert Schollmann              | DB Coupé                         | Panhard 0.7L Flat-2               | D     |       |
| Abd. | S 1.5     | 44 | Automobiles Gordini             | Roger Loyer Charles de Clareur                 | Gordini T15S                     | Gordini 1.5L I4                   | E     |       |
| Abd. | S 5.0     | 16 | Pierre Louis-Dreyfus            | Pierre Louis-Dreyfus René Dreyfus              | Ferrari 340 America Barchetta    | Ferrari 4.1L V12                  | D     |       |
| Abd. | S 5.0     | 18 | Jaguar Ltd.                     | Tony Rolt Duncan Hamilton                      | Jaguar C-Type                    | Jaguar 3.5L I6                    | D     |       |
| Abd. | S 750     | 57 | Automobiles Deutsch et Bonnet   | René Bonnet Élie Bayol                         | DB                               | Panhard 0.7L Flat-2               | D     |       |
| Abd. | S 3.0     | 26 | Aston Martin Ltd.               | Dennis Poore Pat Griffith                      | Aston Martin DB3 Spyder          | Aston Martin 2.6L I6              | D     |       |
| Abd. | S 3.0     | 35 | Robert Larwie                   | Robert Lawrie Ray Isherwood                    | Morgan Plus-4                    | Standard 2.1L I4                  | D     |       |
| Abd. | S 5.0     | 11 | Donald Healey                   | Pierre Veyron Yves Giraud-Cabantous            | Nash-Healey                      | Nash 4.1L I6                      | D     |       |
| Abd. | S 750     | 53 | Renault                         | Yves Lesur André Briat                         | Renault 4CV                      | Renault 0.7L I4                   | M     |       |
| Abd. | S 3.0     | 62 | Scuderia Ferrari                | Alberto Ascari Luigi Villoresi                 | Ferrari 250 S Berlinetta         | Ferrari 3.0L V12                  | P     |       |
| Abd. | S 5.0     | 17 | Jaguar Ltd.                     | Stirling Moss Peter Walker                     | Jaguar C-Type                    | Jaguar 3.5L I6                    | D     |       |
| Abd. | S 5.0     | 19 | Jaguar Ltd.                     | Peter Whitehead Ian Stewart                    | Jaguar C-Type                    | Jaguar 3.5L I6                    | D     |       |
| Abd. | S 750     | 55 | Jacques Lecat                   | Jacques Lecat Henri Senfftleben                | Renault 4CV                      | Renault 0.7L I4                   | D     |       |
| Abd. | S 3.0     | 27 | Aston Martin Ltd.               | Reg Parnell Eric Thompson                      | Aston Martin DB3 Coupé           | Aston Martin 2.6L I6              | D     |       |
| Abd. | S 1.1     | 49 | Norbert Jean Mahé               | José Scaron Norbert Jean Mahé                  | Simca-Gordini TMM                | Gordini 1.1L I4                   | D     |       |

Légende :
- S/C = Moteur avec compresseur

Détail :
- La Ferrari 340 America B no 12 a été disqualifiée pour ravitaillement anticipé (27 tours entre deux ravitaillements contre un minimum réglementaire de 28).

Note :
- Pour la colonne Pneus[1], il faut passer le curseur au-dessus du modèle pour connaître le manufacturier de pneumatiques.

## Record du tour
- Meilleur tour en course :  Alberto Ascari (no 62, Ferrari 250 S Berlinetta, Scuderia Ferrari) en 4 min 40 s 5 (173,159 km/h).

## Prix et trophée
- Prix de la Performance :  Ets. Monopole (no 60, Monopole X8)
- 18e Coupe Biennale :  Ets. Monopole (no 60, Monopole X8)

## Heures en tête
| no | Voiture                   | Écurie              | Pilotes                     | Heures    | Total     |
| -- | ------------------------- | ------------------- | --------------------------- | --------- | --------- |
| 14 | Ferrari 340 America       | Luigi Chinetti      | André Simon Lucien Vincent  | 1re à 2e  | 2 heures  |
| 34 | Gordini T15S              | Automobiles Gordini | Jean Behra Robert Manzon    | 3e à 11e  | 9 heures  |
| 8  | Talbot-Lago T26 GS Spider | Pierre Levegh       | Pierre Levegh René Marchand | 12e à 23e | 12 heures |
| 21 | Mercedes-Benz 300 SL      | Daimler-Benz AG     | Hermann Lang Fritz Riess    | 24e       | 1 heure   |

## À noter
- Longueur du circuit : 13,492 km
- Distance parcourue : 3 733,839 km
- Vitesse moyenne : 155,575 km/h
- Écart avec le 2e : 13,520 km

### Filmographie
- Les 24 heures du Mans en 1952 filmées par Michel Antoine, à voir sur le site de la Cinémathèque de Bretagne
- Les 24 heures du Mans en 1952 filmées par Charles Huchet, à voir sur le site de la Cinémathèque de Bretagne